# 阿納尼伊夫 (村落)
阿納尼伊夫（羅馬化：Ananiv）是位於烏克蘭西南部敖德薩州的村莊，由波迪利斯克区的阿納尼伊夫市鎮管轄。該村始建於1753年，面積11.2平方公里，海拔高度83米，2001年人口4,786，人口密度每平方公里427.32人。